# Finance internationale

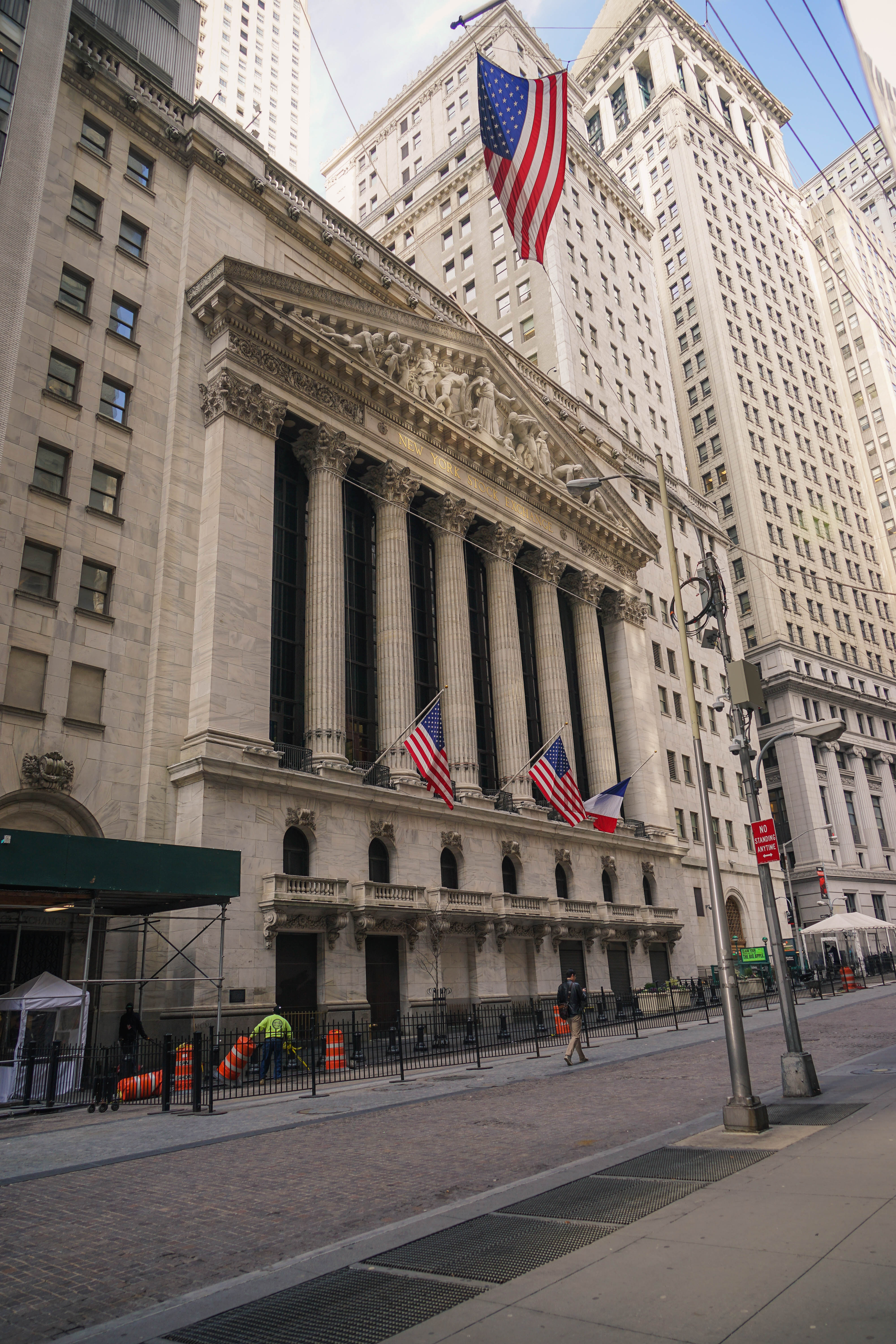
Photo de la façade du New York Stock Exchange (Wall Street), la plus importante bourse du monde en termes de capitalisation

La finance internationale est la branche des sciences économiques qui étudie les flux de capitaux entre pays.